# میتلند (پنسیلوانیا)
میتلند (به انگلیسی: Maitland) یک منطقهٔ مسکونی در ایالات متحده آمریکا است که در شهرستان میفلن، پنسیلوانیا واقع شده‌است. میتلند ۳۵۷ نفر جمعیت دارد و ۲۱۷٫۰۲ متر بالاتر از سطح دریا واقع شده‌است.